# Afrophyla meloui
Afrophyla meloui är en fjärilsart som beskrevs av Louis Beethoven Prout 1930. Afrophyla meloui ingår i släktet Afrophyla och familjen mätare. Inga underarter finns listade i Catalogue of Life.